# São Pedro (Ponta Delgada)
São Pedro ist eine portugiesische Gemeinde (Freguesia) im Kreis (Município) von Ponta Delgada auf der Azoreninsel São Miguel. In ihr leben 7495 Einwohner (Stand 19. April 2021).